# NBCビデオホール

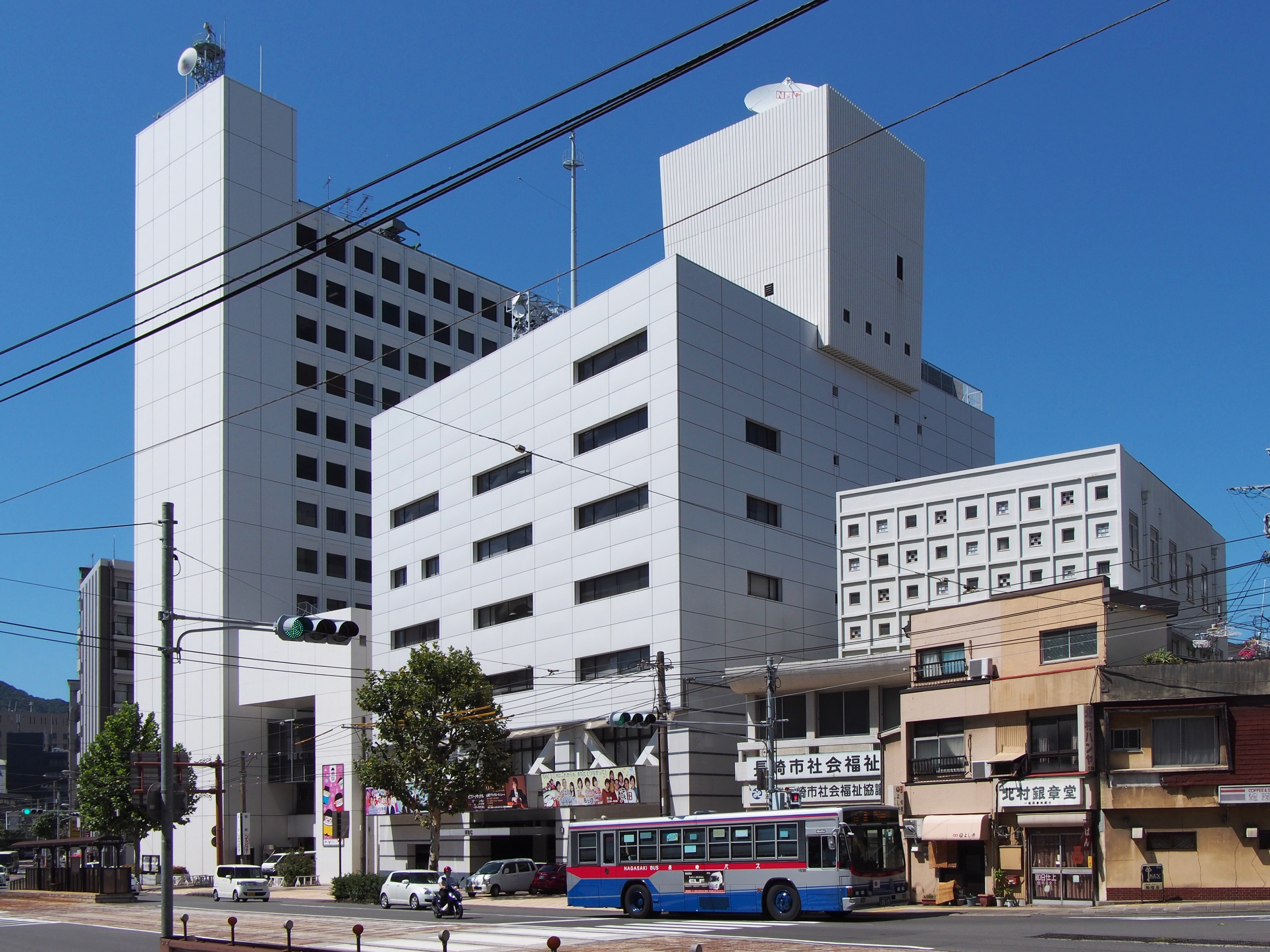
移転前の長崎放送旧本社（手前）とNBCソシア（奥）。このNBCソシアにビデオホールがあった。

NBCビデオホール（エヌビ－シ－ビデオホール）は、長崎放送が、長崎市上町の旧社屋別館「NBCソシア」に設けられたコンサートホールの機能を兼ね備えた公開スタジオである。
1972年の長崎放送開局20周年を記念して、長崎放送旧社屋に隣接した場所に別館が建設され、その一室に設けられた。当時は長崎県内のアマチュア音楽家はこのホールを登竜門と位置付けており、それらが出場するコンサートは入場料99円（収容人員約300人程度）で来場する事が出来ていた。
特にさだまさしは吉田政美とのフォークソングデュオである「グレープ」のアマチュア時代に初めてこの会場でコンサートを行い、プロデビューをつかむきっかけを生み出した。
しかし、長崎放送が2022年の開局70周年を機に、2021年秋に尾上町の新社屋へ移転することが決まり、別館を含む旧社屋が閉鎖・解体されることになったことから、2022年3月に開催されたさだのコンサートをもって50年の歴史に幕を下ろした。